# Municipio de Chase
El municipio de Chase (en inglés: Chase Township) es un municipio ubicado en el condado de Lake en el estado estadounidense de Míchigan. En el año 2010 tenía una población de 1137 habitantes y una densidad poblacional de 12,35 personas por km².

## Geografía
El municipio de Chase se encuentra ubicado en las coordenadas 43°50′52″N 85°38′16″O / 43.84778, -85.63778. Según la Oficina del Censo de los Estados Unidos, el municipio tiene una superficie total de 92.05 km², de la cual 91,67 km² corresponden a tierra firme y (0,41 %) 0,38 km² es agua.

## Demografía
Según el censo de 2010, había 1137 personas residiendo en el municipio de Chase. La densidad de población era de 12,35 hab./km². De los 1137 habitantes, el municipio de Chase estaba compuesto por el 93,58 % blancos, el 3,78 % eran afroamericanos, el 0,44 % eran amerindios, el 0,09 % eran asiáticos, el 0,18 % eran de otras razas y el 1,93 % eran de una mezcla de razas. Del total de la población el 1,06 % eran hispanos o latinos de cualquier raza.